# جان باوتشر (سياسي)
جان باوتشر هو سياسي كندي، ولد في 20 فبراير 1926 في لا بريري في كندا، وتوفي في 18 ديسمبر 2011. حزبياً، نشط في الحزب الليبرالي الكندي. وقد انتخب عضو مجلس العموم الكندي عن دائرة شاتوغواي - هانتينجدون - لابريري ‏.